# Judo ai I Giochi panamericani giovanili
Le competizioni di judo ai I Giochi panamericani giovanili si sono svolte dal 25 al 27 novembre a Jamundí, in Colombia

## Podi

### Ragazzi
| Evento  | Oro                   | Argento                     | Bronzo                    |
| 60 kg   | Bryan Garboa          | Arath Juarez                | Lucas Eduardo Fernandez   |
| 60 kg   | Bryan Garboa          | Arath Juarez                | Arnold Smith Prado        |
| 66 kg   | Willis Alberto Garcia | Jack Yonezuka               | Kimy Bravo Blanco         |
| 66 kg   | Willis Alberto Garcia | Jack Yonezuka               | Matheus Roberto Pedreira  |
| 73 kg   | Gabriel Falcão Lira   | Antonio Pablo Tornal        | Joreg Eduardo Perez       |
| 73 kg   | Gabriel Falcão Lira   | Antonio Pablo Tornal        | Nicholas Rodriguez        |
| 81 kg   | Agustin Nicolas Gil   | Marcos Soares dos Santos    | Albis José Castro         |
| 81 kg   | Agustin Nicolas Gil   | Marcos Soares dos Santos    | Javier Saavedra Bobadilla |
| 90 kg   | Alexander Knauf       | Sergueis Rodirguez          | Juan Lorenzo Diaz         |
| 90 kg   | Alexander Knauf       | Sergueis Rodirguez          | Jeremy Olivares           |
| 100 kg  | Kayo Silva dos Santos | Axel Alejandro del Castillo | Franco Arismendi          |
| 100 kg  | Kayo Silva dos Santos | Axel Alejandro del Castillo | Duvan Nieto               |
| +100 kg | Omar Cruz Leon        | Joaquin Alejo Burgos        | Christian Konoval         |
| +100 kg | Omar Cruz Leon        | Joaquin Alejo Burgos        | Daniel Lemes da Silva     |

### Ragazze
| Evento | Oro                        | Argento                | Bronzo                    |
| 48 kg  | Alexia Nascimento          | Maria Gabriela Gimenez | Aleida Liliana Guerrero   |
| 48 kg  | Alexia Nascimento          | Maria Gabriela Gimenez | Maryury Ureña             |
| 52 kg  | Fabiola Valentina Diaz     | Renata Ortiz           | Sheily Lopez del Cid      |
| 52 kg  | Fabiola Valentina Diaz     | Renata Ortiz           | Noemi Huayhuameza         |
| 57 kg  | Tasha Cancela              | Kiara Arango           | Paulina Garnica           |
| 57 kg  | Tasha Cancela              | Kiara Arango           | Thailien Castillo Garcia  |
| 63 kg  | Ariela Sanchez Benitez     | Edith Alejandra Ortiz  | Sara Golden               |
| 63 kg  | Ariela Sanchez Benitez     | Edith Alejandra Ortiz  | Nauana da Silva           |
| 70 kg  | Luana Oliveira de Carvalho | Idelannis Gomez Feria  | Sairy Colon Rodríguez     |
| 70 kg  | Luana Oliveira de Carvalho | Idelannis Gomez Feria  | Esteysy Diaz              |
| 78 kg  | Eliza Ramos                | Yumiko Tanabe          | Omaria Ramirez Piña       |
| 78 kg  | Eliza Ramos                | Yumiko Tanabe          | Gueyler Colmenares        |
| +78 kg | Thalia Nariño Castellano   | Moira Morillo Polanco  | Amarantha Urdaneta        |
| +78 kg | Thalia Nariño Castellano   | Moira Morillo Polanco  | Luana Ribeiro de Oliveira |

### Misto
| Evento         | Oro | Argento | Bronzo |
| Gara a squadre | Brasile Eliza Ramos Gabriel Falcão lira Kayo Silva dos Santos Luana Oliveira de Carvalho Marcos Soares dos Santos Thayane Lemos Victor Hugo Nascimento | Stati Uniti Alexander Knauf Christian Konoval Natalija Stanojevic Nicholas Rodriguez Nicolas Yonezuka Sara Golden Tasha Cancela | Cuba Idelannis Gomez Faria Kimy Bravo Blanco Omar Cruz Leon Sergueis Rodríguez Figueroa Thailien Castillo Garcia Thalia Nariño Castellano             |
| Gara a squadre | Brasile Eliza Ramos Gabriel Falcão lira Kayo Silva dos Santos Luana Oliveira de Carvalho Marcos Soares dos Santos Thayane Lemos Victor Hugo Nascimento | Stati Uniti Alexander Knauf Christian Konoval Natalija Stanojevic Nicholas Rodriguez Nicolas Yonezuka Sara Golden Tasha Cancela | Rep. Dominicana Albis José Castro Antonio Pablo Tornal Ariela Sanchez Benitez Axel Alejandro del Castillo Clara Barinas Benitez Moira Morillo Polanco |